# Il marsigliese - Storia del re dello scasso
Il marsigliese - Storia del re dello scasso (Le solitaire), è un film del 1973 diretto da Alain Brunet.

## Trama
In carcere per scontare una condanna a 16 anni per furto con scasso, Eric Lambrecht, si trova improvvisamente sottoposto alle vessazioni del capoguardia René Isnard che, in cambio della possibilità di fuga, richiede l'apertura della cassaforte presente nell'ufficio del direttore del carcere.
Lambrecht accetta ed esegue il colpo per poi fuggire.